# Laura duPont
Ne pas confondre avec Margaret Osborne duPont, également joueuse de tennis.
Laura duPont (née le 4 mai 1949 à Louisville, Kentucky, et morte le 20 février 2002), est une joueuse de tennis américaine, professionnelle dans les années 1970 et début des années 1980.